# Pablo Purriel
Pablo Purriel (Pamplona, España; 13 de diciembre de 1905 - Montevideo, 25 de octubre de 1975), fue un médico uruguayo de origen español.

## Biografía
Nacido en España, vivió su infancia (desde los 4 años) y juventud en el departamento de Soriano en la población Santa Catalina, sobre la ruta 2, en el medio rural. 
Egresado de la Facultad de Medicina el 5 de setiembre de 1932 Universidad de la República. Profesor Agregado de Clínica Médica en 1939, es designado por concurso de méritos en 1940 Subdirector del Instituto de Tisiología y por la misma vía es Jefe de Enfermedades Profesionales y Médicas y Consultante del Banco de Seguros del Estado.  Culmina su carrera docente en 1947 como Profesor Titular de la Cátedra de Semiología, en un brillante concurso de oposición. Destacado docente formador de generaciones enteras (desde 1940 hasta 1970 en que se retiró por límite de edad), puso particular énfasis en la semiología clínica. Fue Director del Instituto del Tórax, del Ministerio de Salud Pública, en el Hospital "Gustavo Saint Bois", primer Presidente de la Comisión Honoraria para la Lucha contra la Hidatidosis, y miembro de la Comisión Honoraria para la lucha anti Tuberculosa. Fue desde 1973 miembro del Comité Asesor para la Investigación científica de la Organización Panamericana de la Salud (OPS/OMS).
Publicó más de 100 trabajos científicos, y fue autor de una monografía sobre Meningitis Tuberculosa, con el que ganó el Premio Ellauri, un libro sobre Brucelosis, por el que obtuvo el Premio Dr. Francisco Soca, y la monografía sobre Lupus Eritematoso Sistémico. Entre sus temas predilectos estuvo su investigación sobre Cáncer de Pulmón, Sarcoidosis y Tromboembolismo pulmonar.
Fue director de la revista "El Tórax", una de las principales revistas científicas del Río de la Plata.
En el Hospital "Saint Bois" estimuló a que el maestro Joaquín Torres García y su Taller pintaran a partir de los años 1940 los famosos murales de Universalismo Constructivo, para estimular a los pacientes tuberculosos allí internados por largos períodos, en la era pre-antibiótica. 
Afín al Partido Socialista del Uruguay, en cuyas listas había sido anteriormente candidato. Lo cual no fue obstáculo para que el conservador presidente Juan María Bordaberry del Partido Colorado lo nombrase Ministro de Salud Pública en su gobierno, con el manifiesto propósito de "socializar la medicina", pensando en crear un Servicio Nacional de Salud en el Uruguay. Ejerció el cargo ministerial desde el 1 de marzo de 1972, renuncia en ocasión del golpe de Estado del 27 de junio de 1973 sin ver sus planes concretarse.
Falleció en Montevideo, atendiendo a un paciente, el sábado 25 de octubre de 1975.